# Guacanagarix

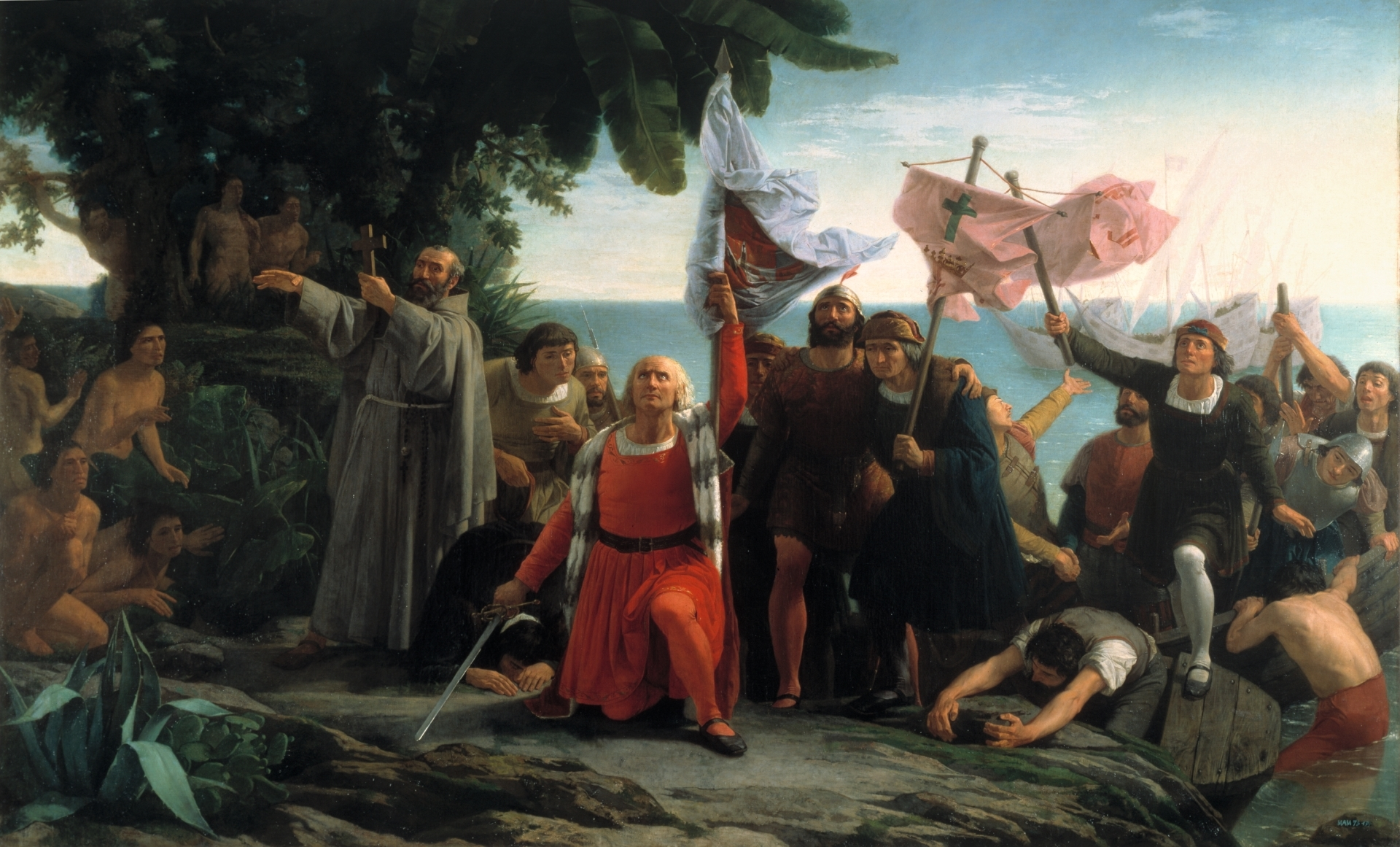
Llegada de Cristóbal Colón al cacicazgo Marién. Pintura de Dióscoro Puebla, (Exposición Nacional (1862), Medalla de Primera clase)

Guacanagarix, Guacanacaric o Guacanagarí (1494) fue uno de los cinco caciques taínos de La Española en el momento del arribo de los europeos en 1492. Guacanagarix (pronunciado /wakanagarísh/, de acuerdo con la ortografía de la época) fue el que recibió a Cristóbal Colón después de que la Santa María encallara durante su primer viaje al Nuevo Mundo. Permitió que Colón estableciera la construcción del fuerte La Navidad en su pueblo, cerca de la actual Bahía de Caracol. Los españoles que permanecieron allí fueron masacrados por las tribus rivales unos meses más tarde, justo antes de que Colón regresara de su segundo viaje.
Guacanagarix se negó a cooperar con otros caciques, quienes trataron de expulsar a los españoles. Se vio obligado a huir a las montañas, donde más tarde murió.
Guacanagarix era jefe del cacicazgo Marién, en la parte noroeste de La Española.
Cuenta fray Bartolomé de las Casas que todos los caciques de la isla La Española aborrecían a los invasores europeos por las iniquidades y abusos cometidos sobre la población aborigen y luchaban por expulsarlos de la isla. "Solo Guacanagarí —cuenta Bartolomé de las Casas en "Historia general de las Indias", libro I, cap. C—, el rey del Marién, [...] nunca hizo cosa penosa a los cristianos, antes en todo este tiempo tuvo cien cristianos manteniéndolos en su tierra, como si cada uno fuera su hijo o su padre, sufriéndoles sus injusticias o fealdades...".
Guacanagarí incluso aceptó cooperar con Colón en las campañas de sometimiento y pacificación de las tribus rebeldes de la isla La Española; fue así como, de acuerdo al relato de Bartolomé de las Casas, el cacique Guacanagarí, como aliado de Colón, llegó a participar con sus guerreros en la batalla de la Vega Real el 24 de marzo de 1495 en lo que constituye el primer enfrentamiento bélico emprendido por los europeos en el Nuevo Mundo contra los pobladores indígenas. Esta actitud complaciente del cacique Guacanagarí terminó por granjearle el completo rechazo de los demás caciques y jefes de tribus que se oponían a los invasores. 
En medio del caos desatado por la guerra de conquista emprendida por los conquistadores españoles, el cacique Guacanagarí vería menguar su reino paulatinamente —por obra de la sobreexplotación de los indios en los trabajos de las minas y sembradíos y los efectos de la guerra— hasta desaparecer no quedándole otra opción que internarse con los restos de su tribu en la espesura de las montañas donde finalmente murió.

## Complejo de Guacanagarix
En la República Dominicana se suele llamar de manera peyorativa Complejo de Guacanagarix, para referirse a un dominicano que prefiere lo extranjero por encima de lo nacional o muestra preferencia en el trato hacia los extranjeros.

## Trivia
Colón había regresado a España, trayendo muestras de oro, papagayos, objetos culturales de aquellas Nuevas Indias, la epopeya del viaje y seis indios de «La Española» que  le acompañaron. Acudió a las cortes de Barcelona en 1493 a reunirse con los reyes y estos indios fueron bautizados siendo padrinos los propios reyes y el Infante Juan, su hijo. 
El principal de ellos se renombró como Don Bernardo de Aragón y era pariente del cacique Guacanagarix, según refiere el historiador contemporáneo de Colón, Gonzalo Fernández de Oviedo, que estuvo presente en aquel evento. Otro de esta embajada se puso el nombre de Don Juan de Castilla y el resto como se quiso. El indio Don Juan de Castilla fue incorporado a la casa real del Infante Don Juan, a petición de este, con orden expresa de ser tratado como si fuera el hijo de un caballero principal, y falleció en España. El indio D. Bernardo de Aragón y los demás regresaron a La Española en el segundo viaje de Colon.